# Andrés Mata
Andrés Mata (* 1870 in Carúpano; † 1931 in Paris) war ein venezolanischer Dichter, Schriftsteller und Journalist.

## Leben
Andrés Mata wird als ein modernistischer Dichter, welcher die Romantik nicht völlig aufgab, geschätzt. Andrés Mata und Luis Teófilo Núñez Gómez gründeten am 1. April 1909 die venezolanische Zeitung El Universal. Sein Enkel, Andrés Mata Osorio, ist der aktuelle Verleger der Zeitung El Universal.

## Ehrungen
- „Fundación Andrés Mata“ ist der Name einer Stiftung der Zeitung El Universal.

## Werke
- Pentélicas (1896)
- Idilio Trágico (1898, deutsch: Tragische Romanze)
- Arias Sentimentales (1898, deutsch: Sentimentale Arien)

| Personendaten    | Personendaten                                          |
| ---------------- | ------------------------------------------------------ |
| NAME             | Mata, Andrés                                           |
| KURZBESCHREIBUNG | venezolanischer Dichter, Schriftsteller und Journalist |
| GEBURTSDATUM     | 1870                                                   |
| GEBURTSORT       | Carúpano, Venezuela                                    |
| STERBEDATUM      | 1931                                                   |
| STERBEORT        | Paris, Frankreich                                      |